# Eriotheca macrophylla
Eriotheca macrophylla är en malvaväxtart som först beskrevs av Karl Moritz Schumann, och fick sitt nu gällande namn av André Georges Marie Walter Albert Robyns. Eriotheca macrophylla ingår i släktet Eriotheca och familjen malvaväxter. Inga underarter finns listade i Catalogue of Life.